# Платформа General Motors T (FWD)
T-body (иногда называемая T80) — автомобильная платформа компании General Motors. Иные обозначения — GM2700 и GM3000.

## Список транспортных средств
- Австралия
  - Holden Astra TR
  - Holden Astra TS
  - Holden Astra AX
  - HSV VXR Turbo AH
  - Holden Zafira
- Канада
  - Asüna GT (хетчбэк)
  - Asüna SE (седан)
  - Passport Optima
  - Saturn Astra
- Германия
  - Opel Kadett D
  - Opel Kadett E
  - Opel Astra F
  - Opel Astra G
  - Opel Astra H (2005—2011)
  - Opel Zafira A
  - Opel Zafira B (2005—2014)
- Индонезия
  - Opel Kadett D
  - Opel Optima F
- Япония
  - Subaru Traviq (ребеджинг Opel Zafira A)
- Латинская Америка
  - Chevrolet Zafira A
  - Chevrolet Zafira B (Чили и Мексика)
  - Chevrolet Astra F
  - Chevrolet Astra G
  - Chevrolet Astra H (Чили и Мексика)
  - Chevrolet Vectra/Vectra GT H (Бразилия и Аргентина)
  - Chevrolet Kadett/Ipanema
- Россия
  - Chevrolet Viva
- Южная Африка
  - Opel Kadett F
  - Opel Monza (не путать с немецким Opel Monza)
- Южная Корея
  - Daewoo Cielo
  - Daewoo Espero (растянутая колёсная база)
  - Daewoo LeMans
  - Daewoo Nexia
  - Daewoo Racer
  - Daewoo Lanos
- Таиланд
  - Opel Astra F
  - Chevrolet Zafira A
- Великобритания
  - Vauxhall Astra Mk1, Mk2, Mk3, Mk4 и Mk5
  - Vauxhall Belmont
  - Vauxhall Zafira Mk1
  - Vauxhall Zafira Mk2 (2005—2014)
- США
  - Pontiac LeMans (также продаётся в Новой Зеландии)
  - Saturn Astra
- Узбекистан
  - UzDaewoo Nexia

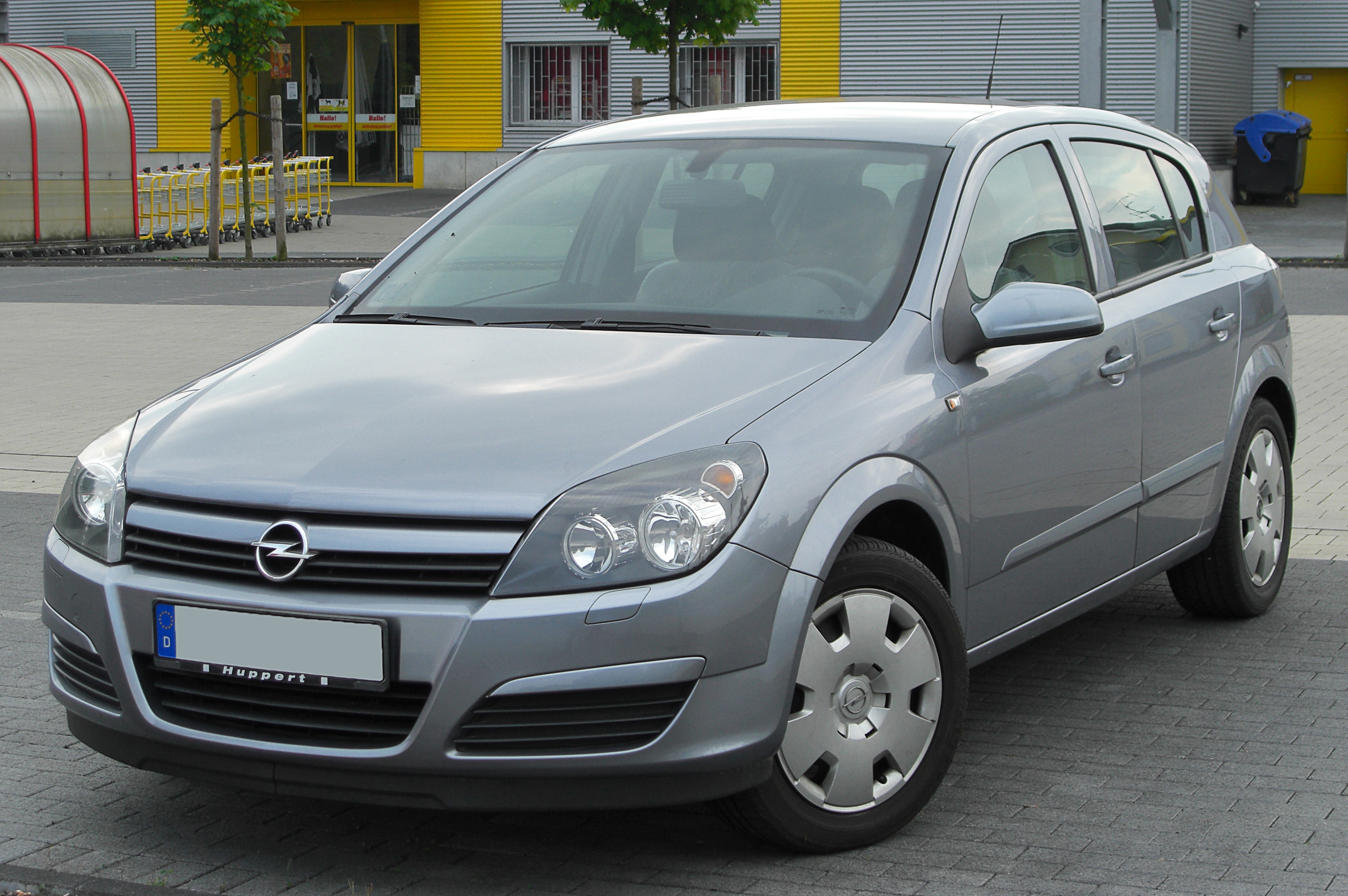
Opel Astra H
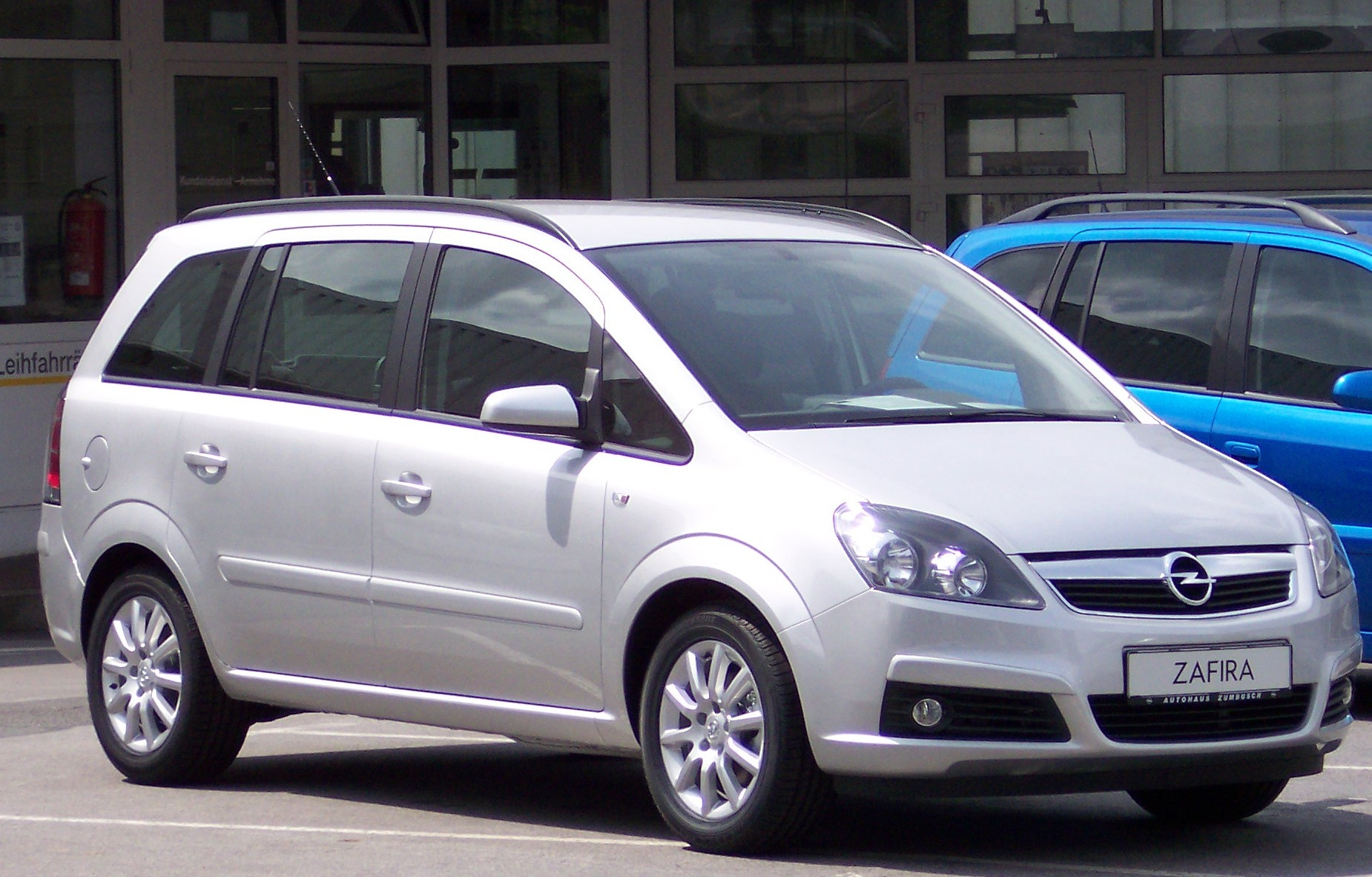
Opel Zafira B
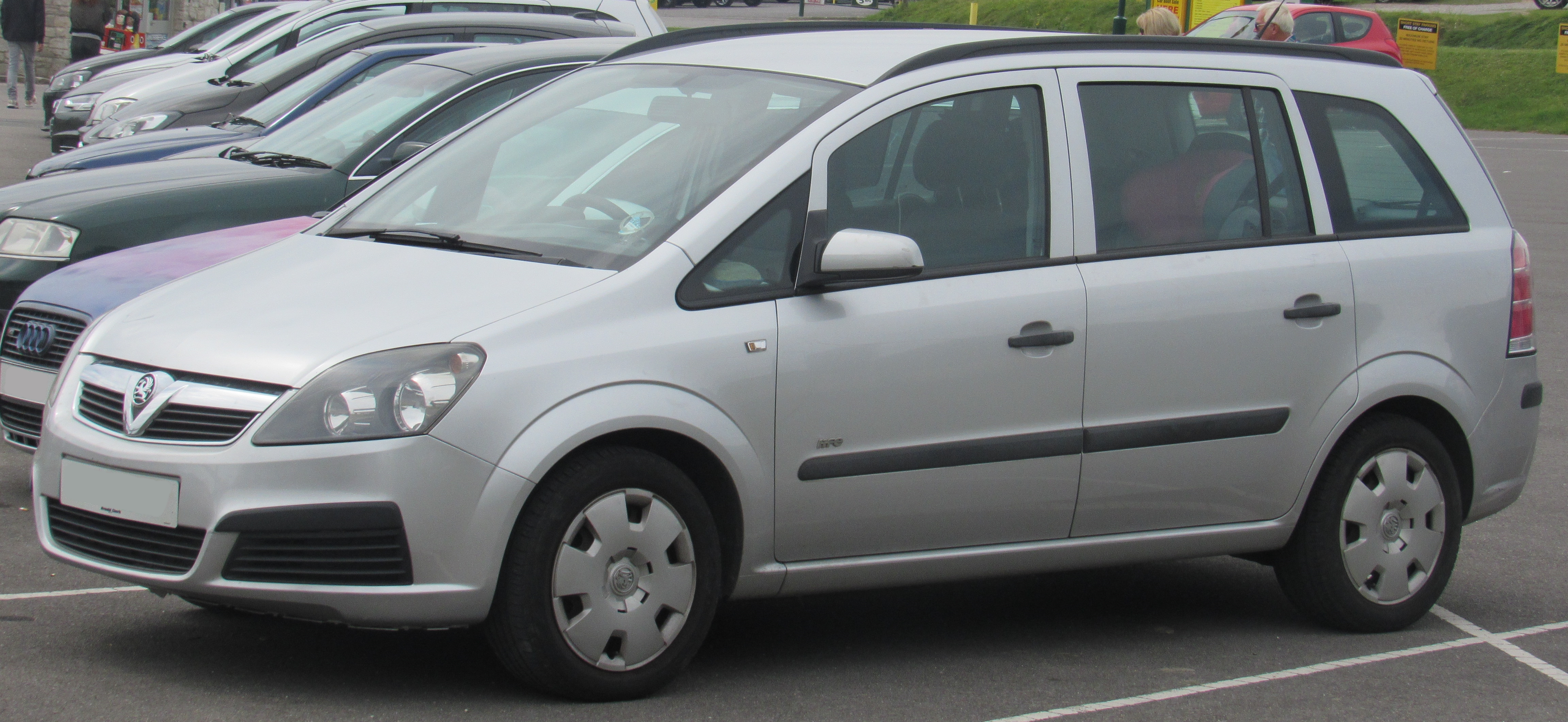
Vauxhall Zafira B
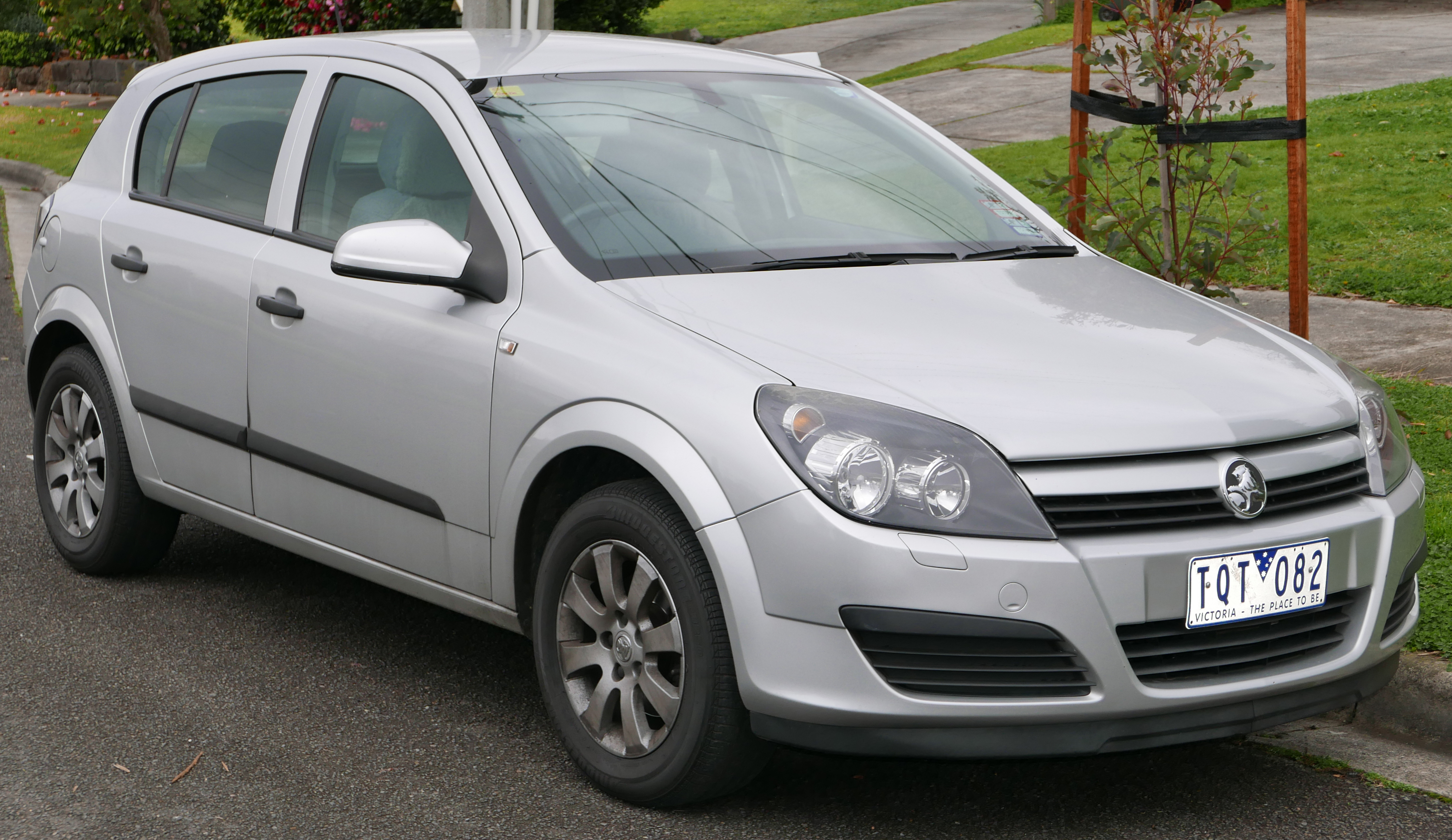
Holden Astra
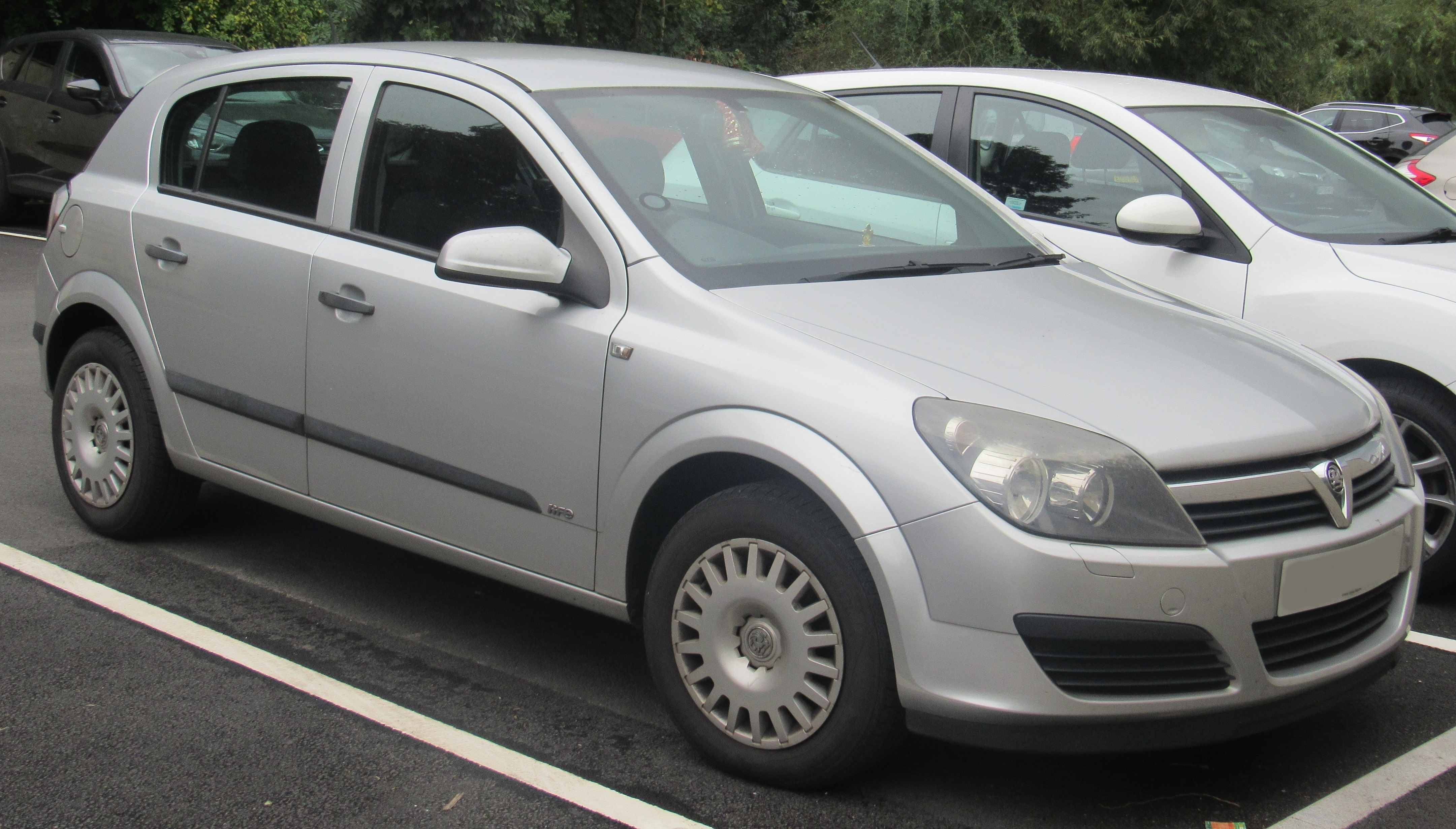
Vauxhall Astra Mk5
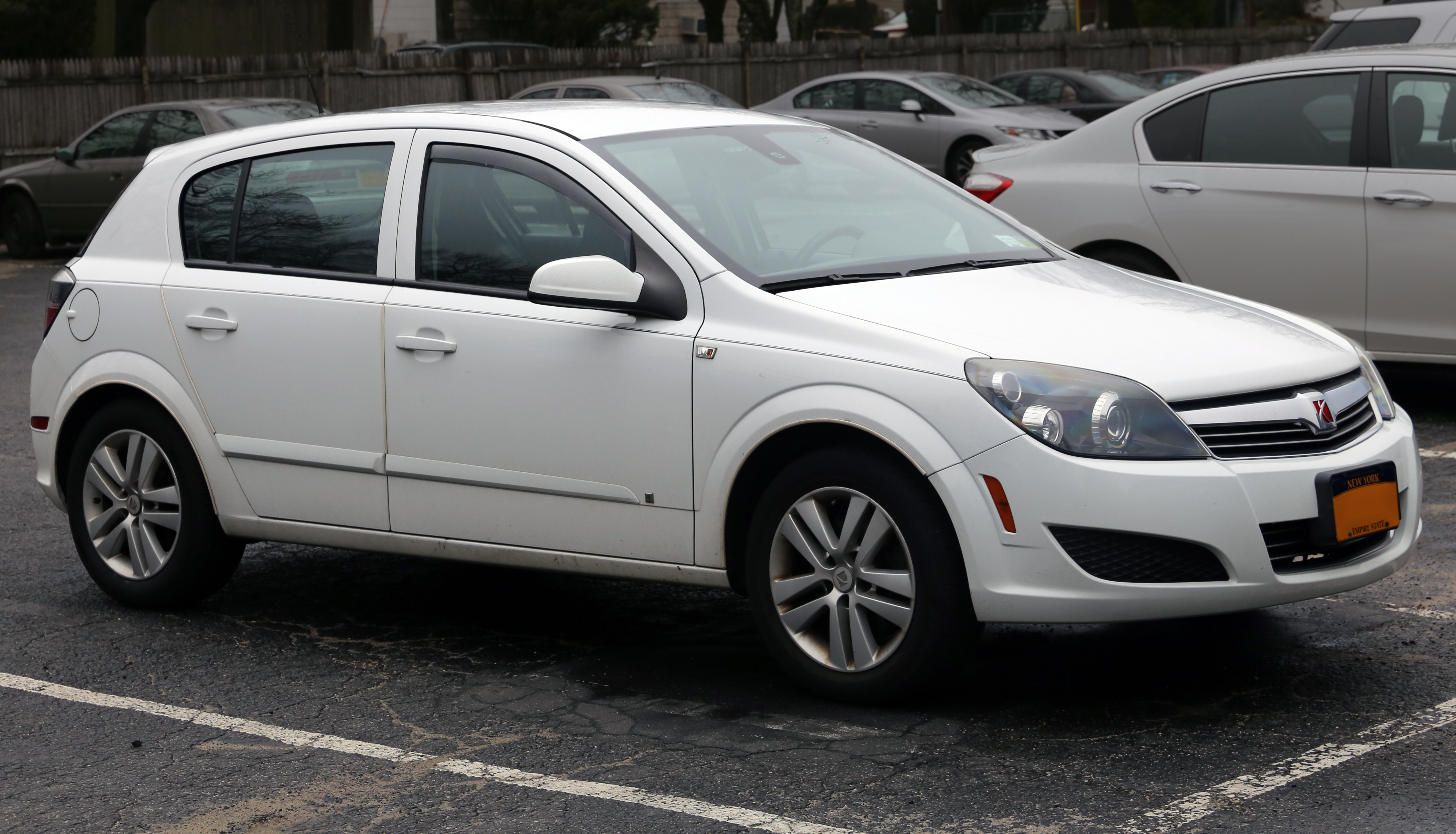
Saturn Astra
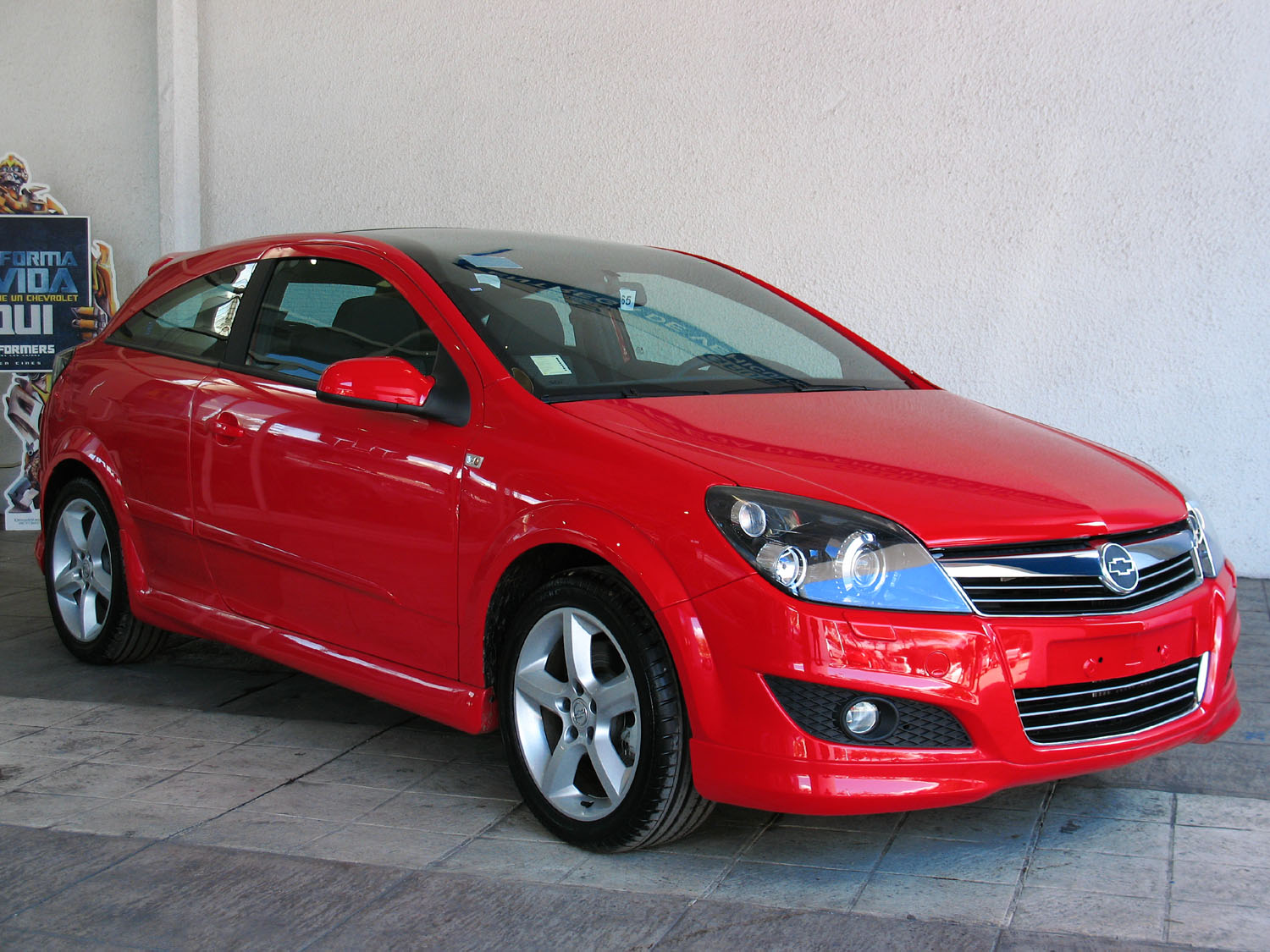
Chevrolet Astra GTC